# Gaëtan Laborde
Gaëtan Laborde (Mont-de-Marsan, 3 mei 1994) is een Frans voetballer die bij voorkeur als vleugelspeler speelt.

## Clubcarrière
Laborde werd geboren in Mont-de-Marsan. Hij speelde in de jeugd voor Stade Montois en Girondins Bordeaux. In 2013 werd de vleugelspeler voor één jaar uitgeleend aan Red Star Paris. In totaal maakte hij 14 doelpunten in 24 wedstrijden in de Championnat National. Tijdens het seizoen 2014/15 werd hij uitgeleend aan tweedeklasser Stade Brestois. Op 24 oktober 2014 maakte Laborde zijn eerste doelpunt in de Ligue 2, tegen Gazélec FCO Ajaccio.

## Interlandcarrière
Laborde kwam uit voor diverse Franse nationale jeugdelftallen. Hij speelde onder meer vijf interlands voor Frankrijk –20.